# Radhus Schlytersvägen

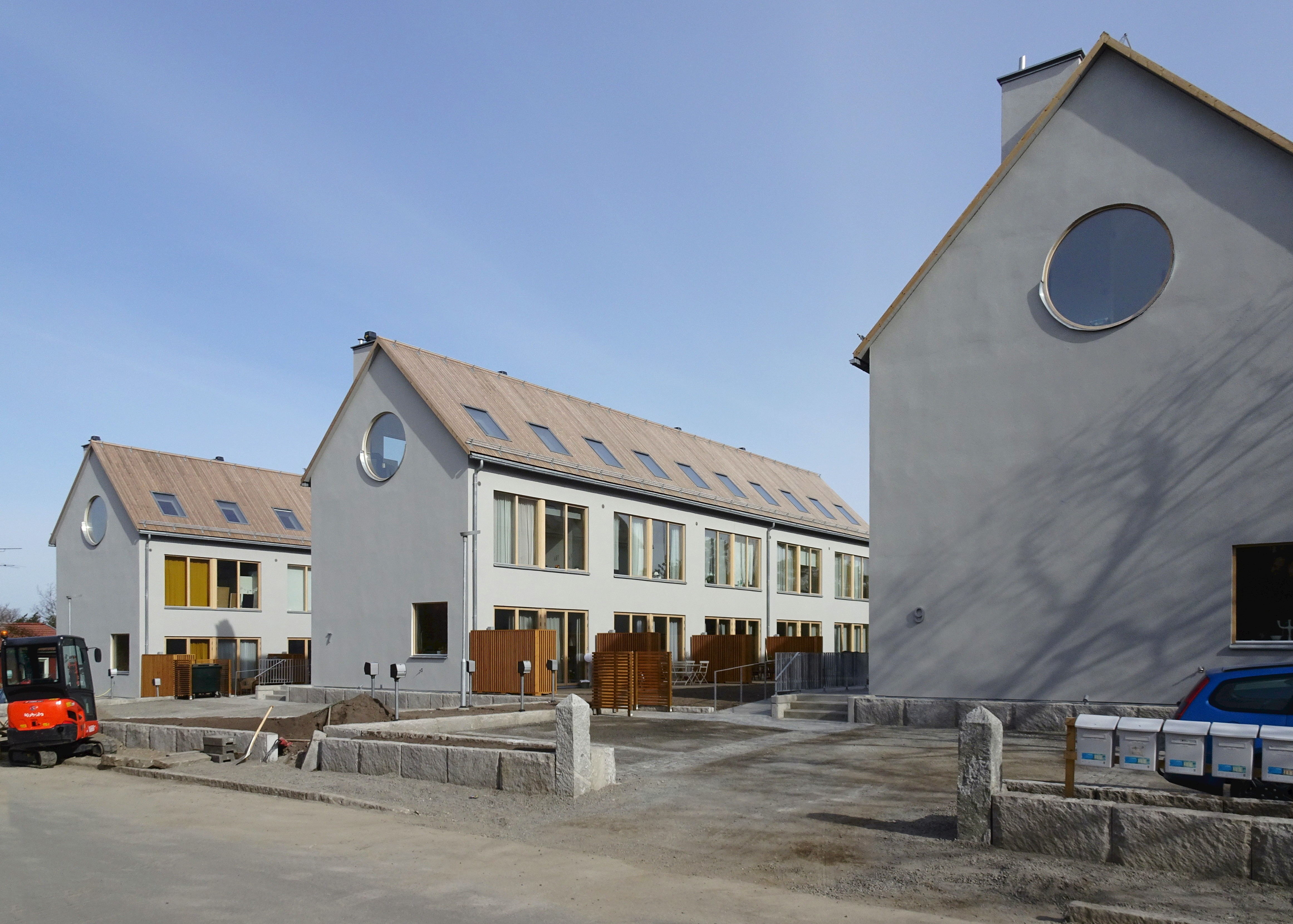
Schlytersvägen 5–9.

Staven 5, 6 och 7 är tre fastigheter i kvarteret Staven vid Schlytersvägen 5, 7 och 9 i stadsdelen Aspudden i södra Stockholm. År 2016 uppfördes här tre radhuslängor med totalt 15 stadsradhus. De nominerades som en av kandidaterna till Årets Stockholmsbyggnad 2017 och nådde sjunde plats i omröstningen.

## Beskrivning

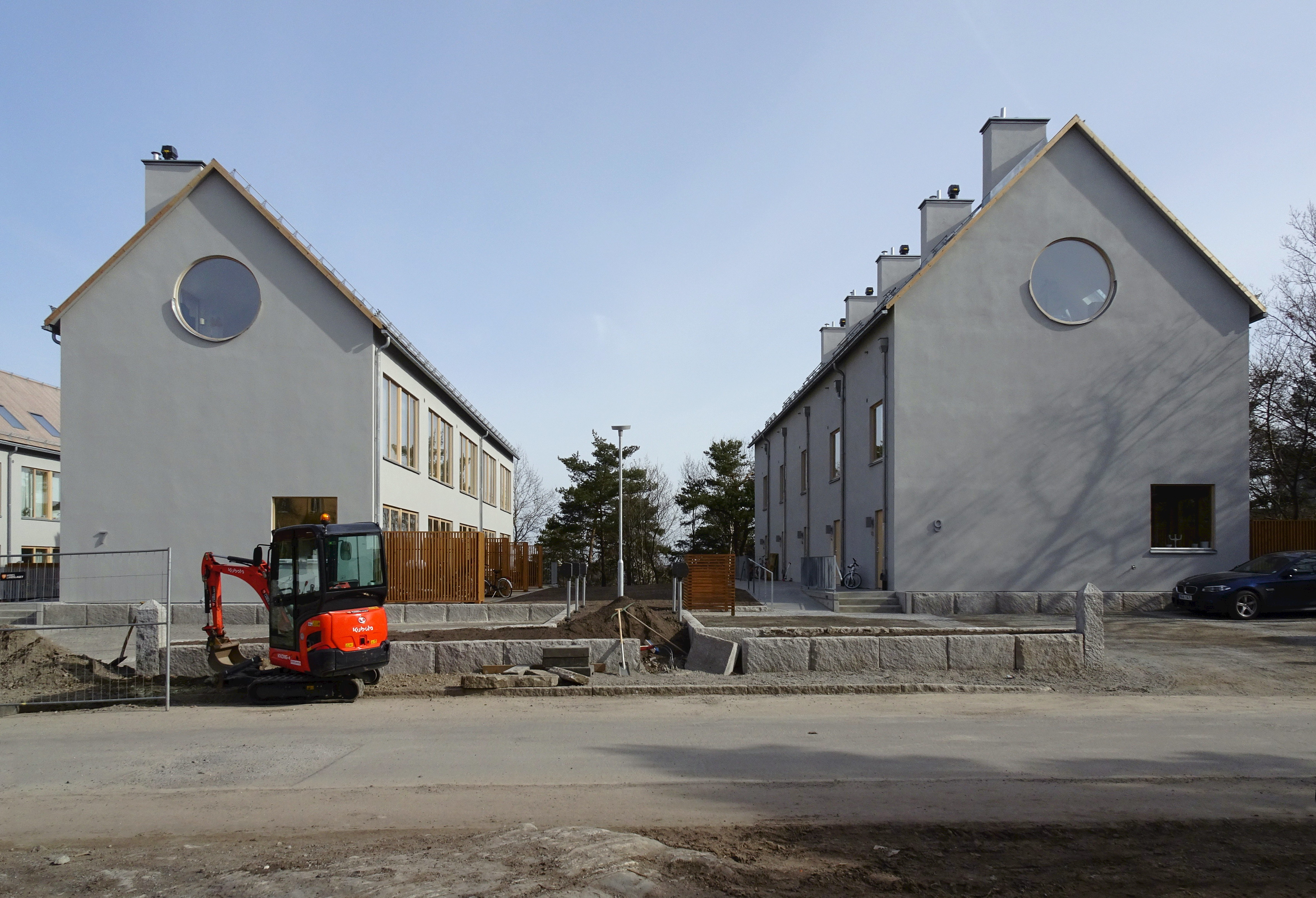
Schlytersvägen 7–9.

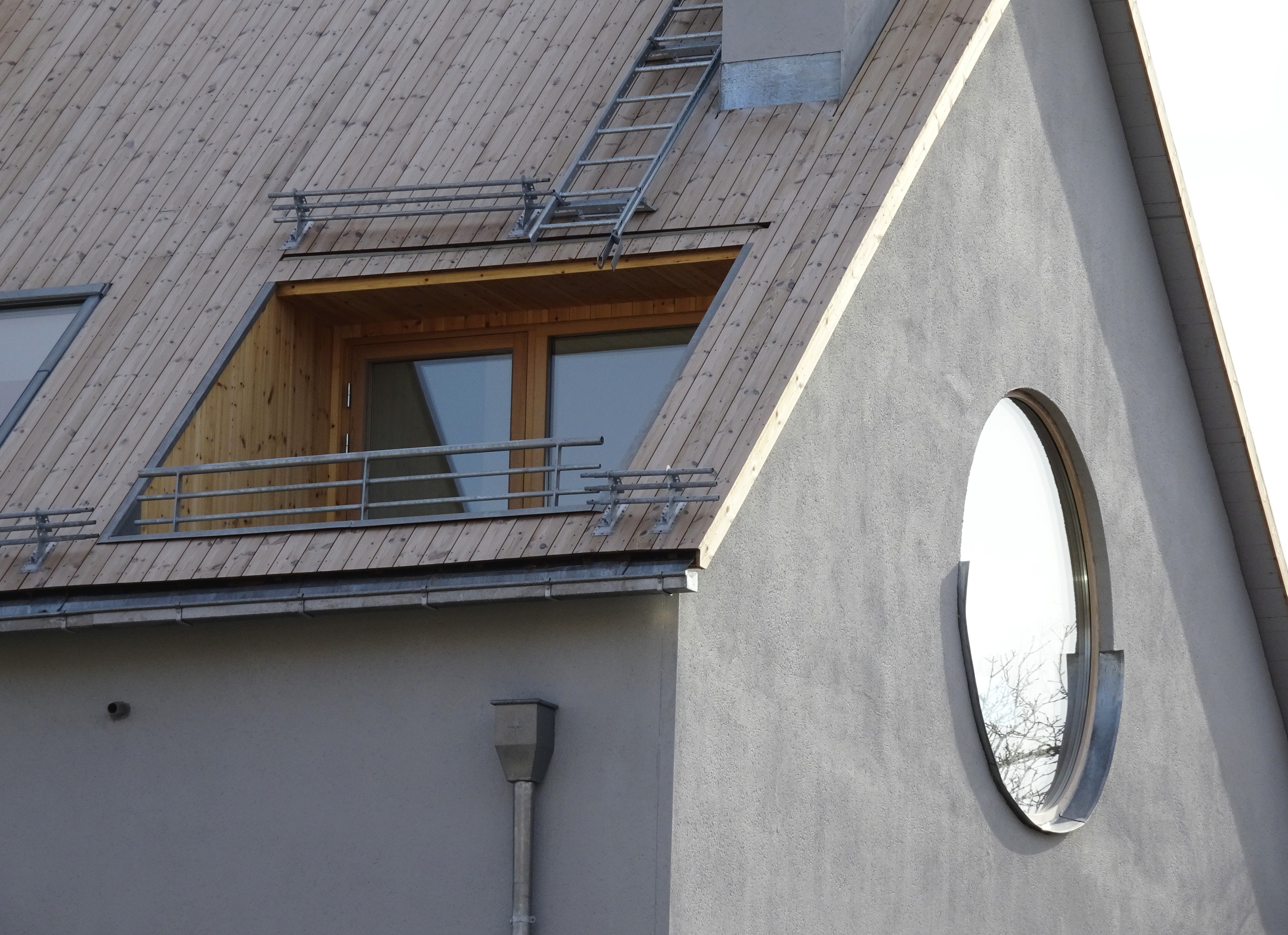
Takterrass och gavelfönstret.

På en höjd norr om Hägerstensvägen i Aspudden ringlar sig Schlytersvägen med flerfamiljshus från 1940-talet. I kvarteret Staven fanns totalt elva småhus från samma period, uppförda av Stockholms stads fastighetskontor och ritade av Småstugebyråns arkitektkontor. På platsen för de nya radhusen stod tidigare tre småhus byggda mellan 1945 och 1947.
År 2014 förvärvade fastighetsföretaget Boform samtliga tre tomter vid Schlytersvägen och började med planeringen för stadsradhus. De tre småhusen revs 2015 och istället uppfördes tre radhuslängor med fem radhus i vardera länga. Till arkitekt anlitades SR-K AB (Scott Rasmusson Källander). Varje radhus har tre våningar (inklusive vindsvåning) med 4–6 rum och kök på en yta mellan 107 och 153 m². Genom halvplansförskjutningar mellan husets sidor fås rumshöjder från 2,4 till 3,6 meter. Till varje radhusenhet hör en uteplats och en indragen takterrass. Husens fasader är putsade och avfärgade i ljusgrå kulör. Gaveln accentueras av ett stort runt fönster. Sadeltaken är täckta med brädpanel. Upplåtelseformen är bostadsrätt.

## Juryns kommentar
”Tre radhuslängor i fint samspel med omgivningen som också bidrar till ett samtida uttryck i Aspudden. De är solitärer som samtidigt smälter in och berör, både på nära håll och på distans. Utförandet är rent och sakligt men med en twist. Husen betraktas med ett leende på läpparna.”[källa behövs]